# Harold Olsen
Harold G. Olsen (Rice Lake, 12 maggio 1895 – Evanston, 29 ottobre 1953) è stato un allenatore di pallacanestro statunitense, membro del Naismith Memorial Basketball Hall of Fame dal 1959 in qualità di contributore.